# Дурбан II
«Дурбан II» (англ. Durban II, Всемирная конференция ООН по борьбе с расизмом, англ. World Conference Against Racism, WCAR) — конференция, прошедшая с 20 по 24 апреля 2009 года в штаб-квартире ООН в Женеве.
Конференция была созвана по мандату резолюции Генеральной Ассамблеи ООН 61/149 (принята в 1996) с мандатом, чтобы рассмотреть выполнение Дурбанской декларации и Программы Действии Всемирной конференции против расизма 2001 года, которая прошла в Дурбане, ЮАР.
Конференцию бойкотировали: Австралия, Канада, Германия, Израиль, Италия, Нидерланды, Новая Зеландия, Польша и США. Много стран из Европейского союза, включая Францию и Великобританию, в конечном счёте посетили конференцию, но послали делегации низкого уровня,, а Чехия её покинула. Западные страны выразили озабоченность, что конференция будет использоваться для продвижения антисемитизма, антисионизма и законов против богохульства, воспринятых как нарушение принципов свободы слова; и что конференция не будет иметь дела с дискриминацией гомосексуалистов. Европейские, страны также раскритиковали встречу за то, что она сосредоточилась в большой степени на проблемах Запада и проигнорировала проблемы расизма и нетерпимости в развивающихся странах.

## Темы
Список тем конференции включал в себя:
- Трансатлантическая торговля рабами, рабство
- Африканцы и Африканские потомки / Антиафриканский расизм
- Цыгане/Синти/Кочевники
- Антисемитизм
- Коренное население
- Мигранты и беженцы
- Ненависть против мусульман
- Преступление на почве ненависти
- Сексуальная ориентация
- Пересекающиеся проблемы
- Информация, коммуникация и СМИ, включая новые технологии

## Итог
Итоговый документ конференции был утвержден 21 апреля на пленарном заседании путём консенсуса. Верховный комиссар ООН по правам человека Нави Пиллэй обратила внимание на то, что итоговый документ «однозначно подтверждает позитивную роль свободы слова в борьбе против расизма и в то же время выражает сожаление по поводу унижающих людей стереотипов и стигматизации по признаку вероисповедания или убеждений».

## Скандалы
20 апреля на открытии конференции выступил президент Ирана Махмуд Ахмадинежад — единственный из руководителей крупных государств, принявший участие в конференции. Сам факт его участия в конференции стал поводом для ряда стран бойкотировать участие в ней.
В самом начале его выступления двое протестующих в разноцветных париках попытались прервать речь Ахмадинежада. После того как один из них чем-то бросил в президента Ирана, охрана вывела их из зала. Оба скандировали «Расист! Расист!».
После того как Махмуд Ахмадинежад начал своё выступление представители стран ЕС, в том числе Бельгии и Франции, покинули зал заседаний. Кроме того, аналогичный демарш предприняли 44 делегата от ряда неправительственных организаций. Некоторые из оставшихся делегатов во время его речи непрерывно хлопали.
В своей речи Ахмадинежад заявлял, что еврейские иммигранты из Европы и США были посланы на Ближний Восток, «чтобы создать расистское правительство в оккупированной Палестине», что после вторжения американских войск в Афганистан, изготовление наркотиков возросло. Ряд представителей западных государств негативно оценили это выступление. В частности, министр иностранных дел Франции Бернар Кушнир заявил:

Столкнувшись с таким отношением, которое только что продемонстрировал президент Ирана, компромисс невозможен